# النموذج الطبي للتوحد
النموذج الطبي للتوحد يشجع على البحث المستمر في أسباب التوحد، مع الهدف الأساسي من إيجاد وسيلة لمنع أو علاج التوحد. هذه مجموعة فرعية من النموذج الطبي للإعاقة بشكل عام. ويدعو النموذج إلى مجموعة متنوعة من الأهداف بما في ذلك زيادة الوعي انتشار التوحد، تشخيص مبكر وأكثر سهولة، والقضاء على السلوكيات التوحديه من خلال المعالجة النفسية مثل تحليل السلوك التطبيقي، وتحديد العوامل البيئية التي قد تسبب التوحد في مرحلة الطفولة المبكرة، وتحديد العلامة الوراثية للتوحد لاختبار وجودها للأطفال في الرحم. 
ويعتقد المؤديون للنموذج الطبي أن التوحد هو اضطراب ناجم عن عيوب وراثية جينية أو أضرار بيئية، وأن قيمة المواهب المنسوبة إلى التوحد لا تفوق العجز، وأن معظم المصابين بالتوحد سيكونون أفضل حالا إذا لم يكونوا مصابين بالتوحد. لى سبيل المثال، ذكر رئيس متحدثي التوحد ليز فيلد أن ثلث الأشخاص المصابين بالتوحد يعانون أيضا من اضطرابات الصرغ، ونصفهم يعانون من مضاعفات خطيرة في الجهاز الهضمي، و 49 في المئة يهيمون على وجوههم، وأكثر من 30 في المئة غير لفظيين.
العديد من المنظمات تؤيد النموذج الطبي، ومعضمها منظمات غير ربحيه، حركة حقوق التوحد وحركة التنوع العصبي تنتقد وجهة النظر الطبية.

## التعريف الطبي
يُعرف التوحد في الدليل التشخيصي والإحصائي للاضطرابات النفسية الرابع-مراجعة النص بأنه ظهور سته أعراض على الأقل، متضمنه اثنين على الأقل من أعراض الضعف النوعي في التفاعل الاجتماعي، وعرض واحد على الأقل من السلوك المقيد والمتكرر. تشمل أعراض النموذج عدم وجود المعاملة بالمثل الاجتماعي أو العاطفي. والاستخدام النمطي والمتكرر للغة أو اللغة الفريدة، والانشغال المستمر بأجزاء الأشياء. البداية يجب أن تكون قبل سن الثلاث سنوات، مع تأخير أو شذوذ إما في التواصل الاجتماعي أو اللغة المستخدمة في التواصل الاجتماعي، أو اللعب الرمزي أو الخيالي. الاضطراب يجب أن لايكون يمثل بشكل أفضلمتلازمة ريت أو اضطراب الطفولة التحللية.

## التأييد
النموذج الطبي هو الموقف الأكثر شعبية حول التوحد منذ أن تم تحديد الحالة من قبل ليو كانر وهانس أسبرجر في عام 1943. وكان الباحثون في ذلك الوقت يعتقدون أن التوحد متشابه مع انفصام الشخصية ولكن مع كون المرضى أكثر تشارك ذاتياً.
في عام 1965، تأسست الجمعية الوطنية لأطفال التوحد، التي سميت لاحقا جمعية التوحد في أمريكا، من قبل برنارد ريملاند وروث سي. سوليفان، جنبا إلى جنب مع مجموعة صغيرة من الآباء الآخرين. جمعية التوحد لا تدعو صراحة لعلاج التوحد.
في عام 1995، بدأ معهد بحوث التوحد استضافة مؤتملاها السنوي (أهزم التوحد الآن!) مناقشة آخر التطورات في مجال البحوث. بدءا من مؤتمرعام 2011، معهد بحوث التوحد أعاد تسمية ذلك المؤتمر وعلق قائمة أطباء (أهزم التوحد الآن!).
في عام 2005، أُسس (التوحد يتحدث) من قبل بوب رايت وسوزان رايت، بعد عام واحد من تشخيص حفيدهم كريستيان بأنه مصاب بالتوحد. لقد أصبح التوحد يتحدث منذ ذلك الحين المنظمة ذات الصلة بالتوحد الأكثر معرفة في جميع أنحاء العالم. وشملت موافقات المشاهير الآخرين من النموذج الطبي إد أسنر، توني براكستون، جيم كاري، بايرون دافو، سارة غاردنر، روبرت كينيدي الابن، أولاف كولزيغ، سكوت ميلانبي، زاك بيتر، آج رافائيل، ومايك ريو.
في عام 2008، تم الاحتفال باليوم العالمي الأول للتوعية بالتوحد بعد قرار الجمعية العامة للأمم المتحدة مع الاعتراف باليوم الذي تم إقراره في ديسمبر 2007.

### المجموعات الحالية التي تروج للنموذج الطبي
- الرياضيون ضد التوحد هي جمعية رياضيين أُسست من قبل ثلاثة لاعبين دوري الهوكي الوطني، الذي يستفيد من وضع المشاهير من الرياضيين لتعزيز الوعي وجمع التبرعات.
- معهد بحوث التوحد هو مورد معلومات تؤيد أساليب مختلفة لعلاج التوحد، وبعضها قد تم فقدان مصداقيتها طبياً. استضاف معهد بحوث التوحد مؤتمر سنوي يسمى (إهزم التوحد الآن!) بين عامي 1995 و 2011.
- التوحد يتحدث هي منظمة مكرسة للتوعية والبحث، وتأييد الخطة العامه. وقد اندمجتالتوحد يتحدث مع التحالف الوطني لأبحاث التوحد ومع عالج التوحد الآن.
- مركز التوحد والاضطرابات ذات الصلة (كارد) هو خدمة علاج توفر في المقام الأول للأسر تحليل السلوك التطبيقي.

## الأحداث والأنشطة
- في عام 2002، بدأت حملة التوعية بالتوحد في المملكة المتحدة (توحد الأحد)، وهو يوم دولي للصلاة لوحظ في يوم الأحد الثاني من فبراير.
- أبريل هو شهر التوعية بالتوحد (يسمى شهر القبول بالتوحد عند حركة حقوق التوحد) لتعزيز التغطية الإعلامية وجمع التبرعات للمنظمات ذات الصلة بالتوحد. وفي عام 2008، أقر قرار للجمعية العامة للأمم المتحدة يوم 2 أبريل باليوم العالمي للتوعية بالتوحد.[2][3][4][5]
- في عام 2010، أطلقت التوحد يتحدث (أشعلها بالأزرق)، وهي حملة توعية وجمع تبرعات حثت أصحاب المنازل والشركات لتبديل المصابيح الكهربائية الخاصة بها بالمصابيح الزرقاء المتخصصة في يوم 2 أبريل. التوحد يتحدث تستفيد أيضاً من التوحد الأزرق والبضائع مرمزة اللغز على مدار السنة.

## مسائل

### العلاج والوقاية
المنظور العلاجي هو منظور للتوحد كاضطراب يتميز بالاعتلالات المختلفة، ومعظمها في التواصل والتفاعل الاجتماعي. على الرغم من أن السمات الإيجابية مثل متلازمة سافانت التي يسميها البعض متلازمة الموهوب يمكن الاعتراف بها، فهي لا ينظر إليها على أنها تفوق السلبيات. وتؤيد المنظمات المؤيدة للعلاج عموما النموذج الطبي للإعاقة فيما يتعلق بالتوحد. هم يعتقدون أن السلوكيات غير النمطية للأفراد المصابين بالتوحد تضر بنجاح هؤلاء الأفراد، اجتماعيا ومهنيا على حد سواء، وبالتالي ينبغي تخفيضها أو إزالتها من خلال العلاج. ينظر إلى تجارب حياة الناس الذين يعانون من التوحد على أنهم دون المستوى وعبء على من يرعاهم.
لمؤسس المشارك للتوحد يتحدث سوزان رايت نشرت «دعوة للعمل» في وقت القمة الأولى للسياسة الوطنية للمنظمة في واشنطن العاصمة، موضحه الحاجة الملحة لما أسمته أزمة التوحد. في هذا المقال، هي ساوت  الأطفال الذين يعانون من التوحد بكونهم «مفقودين» و «يمرض خطير»، وتفاصيل التجارب الشاملة لآبائهم:
| « | كل يوم في جميع أنحاء هذا البلد، هؤلاء الأمهات الثلاثة ملايين، والآباء وغيرهم من مقدمي الرعاية الذيين ذكرتهم يستيقظون لأصوات ابنهم أو ابنتهم يقفزون في أنحاء المنزل. وهذا اذا - لم يكونوا مستيقظين من قبل. الحقيقلة تقال أن الكثير منهم بالكاد ينامون، أوعندما يفعلون - أنهم ينامون بطريقة أو بأخرى مع أذن واحدة متجهة نحو غرفة طفلهم - منتظرين دائماً. متسائلين ماذا سيحصل بعد. هل سوف يحاولون الهرب؟ يأذون أنفسهم؟ يخلعون ملابسهم؟ يتسلقون الأثاث؟ يقتحمون الثلاجة؟ أحيانا - الصمت أسوأ. هذه العائلات لا تعيش. هي موجودة وحسب. تنفس - نعم. تتناول الطعام - نعم. تنام- ربما. تعمل - بالتأكيد - 24/7. هذا هو التوحد. | » |

### التوعية

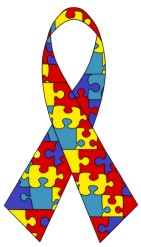
شريط قطعة اللغز هو الرمز الأكثر شهرة للتوعية بالتوحد.

توجه حملات التوعية التي تقوم بها المنظمات مختلفة الانتباه إلى انتشار التوحد، الذي يقدر بعام 2012 بوصفه 1 من بين 68 فردا (1 من بين 42 من الذكور، و 1 في 189 من الإناث) من قبل مراكز الولايات المتحدة لمكافحة الأمراض واتقائها. وقد ارتفع هذا الرقم من العدد المقدر من 1 إلى 150 في عام 2000. وتستخدم إحصائية الانتشار لوصف نطاق المشكلة وحجمها، وتستخدم الزيادة بمرور الوقت هيكله المسألة على أنها عاجلة. بعض المنظمات والأفراد حتى يطلق عليه وباء التوحد. 
حملات التوعية ثقفت الناس ليس فقط حول انتشار التوحد ولكن أيضا كيف يتميز. تقريبا كل منظمة ذات صلة بالتوحد لديها نشرة أو جزء من موقعها على الإنترنت يصف ماهو التوحد، بطريقة تدعم وجهة نظر المنظمة. وتستند الأوصاف التي يستخدمها النموذج الطبي عموما إلى الحقائق واللغة المستخدمة في المجلات الطبية.
يصنف التوحد بأنه اضطراب في الدليل التشخيصي والإحصائي للاضطرابات النفسية والتصنيف الإحصائي الدولي للأمراض والمشاكل الصحية ذات الصلة. وقد بذلت محاولات لوضع رقم بشأن التكلفة المالية للتوحد، موجه إلى كل من الجمهور العلمي والشعبي.

## النقد
يؤكد ناشطون مثل جيم سنكلير ودونا ويليامز ودمون ماثيو وايز، ومنظمات مثل أسبرجر للحرية (بالإنجليزية: Aspies For Freedom) وشبكة تأييد التوحد الذاتي (بالإنجليزية: Autistic Self Advocacy Network) أن التوحد ليس اضطرابا، ولكنه متغير طبيعي داخل التنوع العصبي للجينوم البشري. وتعزى الصراعات التي يواجهها الأشخاص الذين يعانون من التوحد إلى التمييز بدلا من القصور. ويعتقد أنصار منظور مكافحة العلاج أن الميزات الغريبة وتفرد الأفراد المصابين بالتوحد يجب أن يكون مقبولا، وأنه لا ينبغي مقارنة الجهود للقضاء على التوحد بعلاج السرطان على سبيل المثال، ولكن بدلا من ذلك يقارن بمفهوم علاج عُسر اليد المهمل. وقد تم الطعن في العلاجات التي تحاول الحد من سلوكيات التوحد، وخاصة تحليل السلوك التطبيقي على أسس أخلاقية. يتجادل ناشطو حقوق التوحد أن علاج تحليل السلوك التطبيقي وتقييد السلوك التحفيزي الذاتي «وغيرها من آليات التكيف في التوحد» هي ضارة عقليا، وأن المعالجة بالتبغيض واستخدام القيود ضارة جسديا، وأن العلاجات البديلة مثل التمخلب خطرة. وشهدت ميشيل داوسون، المدافعة الذاتية عن التوحد الكندي، في المحكمة ضد تمويل الحكومة لعلاج تحليل السلوك التطبيقي. انتقد شخص متوحد يدعى جين ميردينغ العلاج الذي يحاول إزالة سلوكيات التوحد لأنها تقول أن السلوكيات التي يحاول العلاج إزالتها هي محاولات للتواصل.

## Notes
1. ↑  Gross J، Strom S (18 يونيو 2007). "Autism debate strains a family and its charity". New York Times. مؤرشف من الأصل في 2009-04-16. اطلع عليه بتاريخ 2007-10-09.
2. ↑  "Third Committee calls on Assembly to designate 2 April World Autism Day" (Press release). UN General Assembly. 1 نوفمبر 2007. مؤرشف من الأصل في 2013-12-22. اطلع عليه بتاريخ 2009-10-29.
3. ↑  "General Assembly Adopts Landmark Text Calling for Moratorium on Death Penalty, Adopts 54 Resolutions, 12 Decisions Recommended by Third Committee" (Press release). UN General Assembly. 18 ديسمبر 2007. مؤرشف من الأصل في 2013-12-11. اطلع عليه بتاريخ 2009-10-29.
4. ↑  General Assembly  الجلسة 62  Resolution  139.  A/RES/62/139  صفحة 2.  18 December 2007.  Retrieved 29 October 2009.
5. ↑  General Assembly  الجلسة 62  Verbatim Report  76.  A/62/PV.76  18 December 2007.  Retrieved 29 October 2009.
6. ↑  Wright، Suzanne (11 نوفمبر 2013). "Autism Speaks to Washington - A Call for Action". Autism Speaks. مؤرشف من الأصل في 2017-05-04.
7. ↑  "Autism Spectrum Disorder Data & Statistics". Centers for Disease Control and Prevention. 24 مارس 2014. مؤرشف من الأصل في 2014-04-18.
8. ↑  "Autism Epidemic". The Autism Epidemic. مؤرشف من الأصل في 2016-03-04.
9. ↑  John L R Rubenstein؛ Moldin, Steven O. (2006). Understanding autism: from basic neuroscience to treatment. Boca Raton: Taylor & Frances. ISBN:0-8493-2732-6.
10. 1 2  Harmon، Amy (20 ديسمبر 2004). "How About Not 'Curing' Us, Some Autistics Are Pleading". The New York Times. مؤرشف من الأصل في 2011-12-02. اطلع عليه بتاريخ 2007-11-07.
11. 1 2  "In Support of Michelle Dawson and Her Work". Autistics.org. مؤرشف من الأصل في 2012-02-15. اطلع عليه بتاريخ 2012-03-21.
12. ↑  Mission Statement. نسخة محفوظة 05 أغسطس 2017 على موقع واي باك مشين.